# Västlands
Västlands är en by i Vamlingbo socken på södra Gotland. Den ligger på Storsudrets västra strand vid Snäckvik, hamnplatsen benämns Västlands länningar.

## Västlands naturreservat
Naturreservatet ligger omkring en kilometer norr om gården Västlands och omfattar ett drygt 40 hektar stort område. Det inrättades år 2000 och är även ett natura 2000-område. Naturreservatet består av skog, våtmarker, alvarmarker och gamla åkrar. Skogen domineras av tall och björk och har delvis karaktären av sumpskog. Områdets våtmarker ingår i det 1,5 km långa stråk av agmyrar som löper innanför kusten sydväst om sjön Mjölhatteträsk. Den nordvästra delen av reservatet består av ett öppet alvarområde, där floran domineras av växter som vit- och gulmåra, backtimjan, axveronika, S:t Pers nycklar, johannesört och tulkört. Framför allt i den södra delen av reservatet vittnar ett flertal stenmurar (vastar) och odlingsrösen om gångna tiders odlarmöda.

## Gravröset i Västlands
Strax söder om gården Västlands ligger ett stort gravröse som sannolikt anlagts på bronsåldern. Röset är 25 meter i diameter och 3,5 meter högt. I mitten finns en krater som är 8 meter i diameter och nästan tre meter djup. Den är omgiven av åkrar och hagmark.

## Bilder

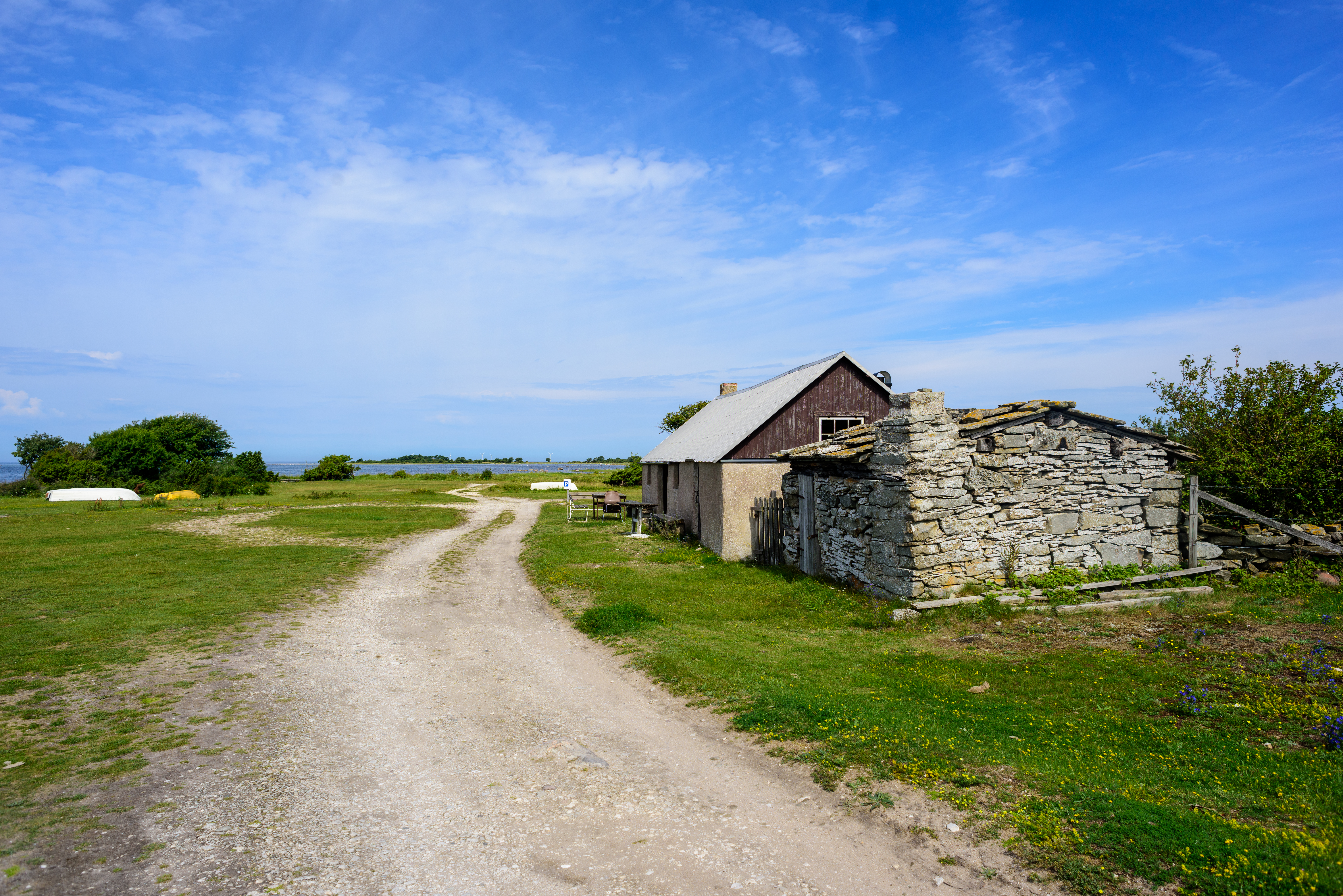
Västlands länning.
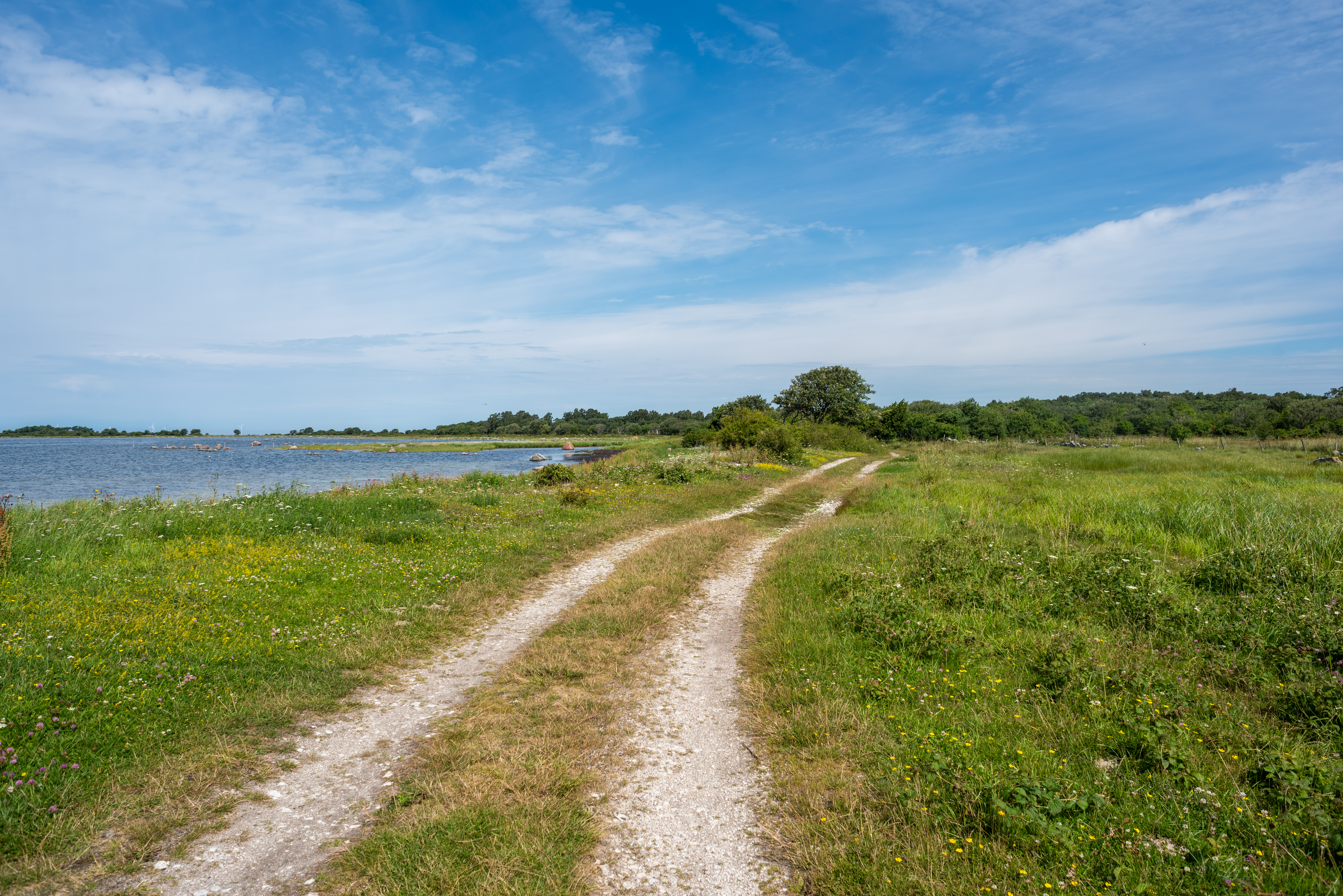
Väg vid Västlands läsning.